# Crafty

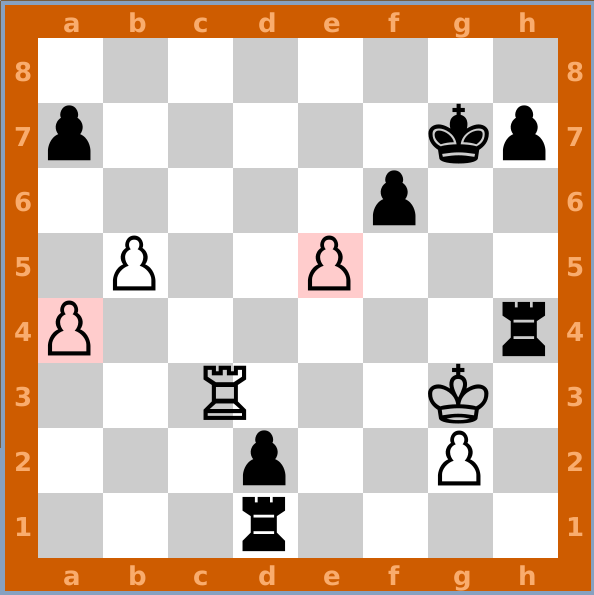
Crafty (negro) versus GnuChess (blanco)

Crafty es un programa de ajedrez escrito por Robert Hyatt, profesor de la Universidad de Alabama en Birmingham. El programa es una derivación de Cray Blitz, ganador del Campeonato Mundial de Programas de Ajedrez (WCCC) de 1983 y de 1986. En febrero del año 2006, Crafty aparecía en las listas de clasificación SSDF en la posición 36, con un ELO de 2657.
El código abierto de Crafty está escrito en ANSI C, y por tanto es muy versátil. Sin embargo, el crecimiento del rendimiento de algunas CPU hace posible que se puedan usar otros lenguajes de programación que darán como resultado un incremento del rendimiento. El código está disponible gratis, por lo que ha sido copiado por varios grandes programas de Ajedrez de elite.
Crafty usa el protocolo XBoard, y puede ejecutarse en varias interfaces populares, como WinBoard, SCID o Arena .
Existen varias ediciones especiales del programa que contienen libros de aperturas, función de aprendizaje de posiciones, y tablas de finales.
En el WCCC de 2004, Crafty finalizó el cuarto clasificado, con el mismo número de puntos que el primero (Fritz 8).
Crafty es uno de los programas que se incluyen en el test SPEC. También se incluye como motor de ajedrez adicional en Fritz.